# Hot girl
Hot girl, theo cách dùng của truyền thông Việt Nam, là từ dùng để gọi các cô gái xinh đẹp và hấp dẫn, từ được sử dụng như một dạng danh hiệu với tần suất cao trên truyền thông và mạng xã hội, đặc biệt trên các bài báo thuộc mảng giải trí. Hàng loạt bài báo viết về các cô gái nổi bật đều sử dụng rất phổ biến từ hot girl làm tiêu đề và dùng như danh hiệu trong bài viết.

## Từ nguyên
Theo báo Sài Gòn Giải Phóng, "hot girl" ban đầu là từ ghép tiếng Anh của "hot" (nóng, sốt) và "girl" (cô gái). Theo đó, "hot girl" nghĩa là những "cô gái tạo nên cơn sốt thông tin" trên mạng. Tuy nhiên, theo thời gian, từ này được mở rộng ra dành cho những cô gái "có chút gì đặc biệt [...] bất kể cái đặc biệt ấy có thực sự là đặc biệt hay không". Ngoài ra, nhiều người cũng cho rằng cụm từ "hot girl" dùng để chỉ những cô gái đẹp, "ăn mặc hợp mốt".

## Trào lưu mạng xã hội
Hot girl vốn là một cụm từ ngoại lai bắt nguồn từ tiếng Anh, từ khoảng năm 2005 đã đã nhanh chóng lan truyền trên mạng internet. Không có cách lý giải chính thức về ngữ nghĩa của từ "hot girl" khi được sử dụng trong tiếng Việt, việc hiểu và sử dụng cụm từ này thường tập trung vào yếu tố ngoại hình hấp dẫn của các cô gái, bao gồm một body nóng bỏng, thời trang thiếu vải và khả năng khuấy động dư luận. Sự lan truyền của trào lưu "hot girl" là sự xuất hiện của các cô gái có ngoại hình đẹp qua những bức ảnh selfie, chia sẻ và lan truyền trên khắp mạng xã hội, sang diễn đàn, rồi được nhắc đến bởi các tờ báo lá cải, về sau các trang phụ của những tờ báo lớn cũng đăng tải các nội dung này. Sau hình ảnh là các video lan truyền, khi một cô gái thành tâm điểm chú ý nhiều cô gái khác cũng thích thú làm theo.

## Tác động đối với truyền thông
Việc sử dụng cụm từ "hot girl" trong tiêu đề các bài báo cũng như trong nội dung các bài báo như một danh hiệu là thường xuyên. Tần suất sử dụng cao của danh hiệu không chính thức này dành cho các cô gái là tâm điểm đáng chú ý. Tiêu đề "hot girl" là nội dung và là chủ đề được quan tâm lớn, giúp cho các tờ báo đạt nhiều lượt xem và theo dõi. Vì vậy giới báo chí đã tận dụng cụm từ này.

## Ảnh hưởng ngành giải trí và thương mại
Hot girl trở thành nhóm người đáng chú ý trên truyền thông, được biết đến rộng rãi, sự nổi tiếng do hình ảnh của một hot girl mang lại khiến họ mau chóng tiếp cận lĩnh vực giải trí, dễ dàng được mời chào tham gia quảng cáo, đóng phim, tham gia video ca nhạc,...thông qua đó mang đến tiền bạc và thành công to lớn khác cho họ. Lợi thế có hot girl tham gia các dự án phim ảnh, thời trang, quảng cáo,...thúc đẩy lợi ích thương mại của nhiều hãng giải trí, nhãn hàng, các công ty truyền thông, tổ chức sự kiện,...mang đến nhiều lợi nhuận. Các bầu show nắm bắt yếu tố này để tận dụng.
Trên khía cạnh chuyên môn nghệ thuật thì hot girl tham gia đóng phim hay video ca nhạc có thể diễn xuất với khả năng chuyên môn kém hơn nhiều so với nhóm nữ diễn viên chuyên nghiệp được đào tạo. Mặc dù vậy, nhìn thấy thành công nhanh chóng của nhiều "hot girl" nhiều cô gái cũng bắt chước theo, họ không tập trung vào sự khổ luyện nghệ thuật mà chỉ tập trung chăm chút ngoại hình để tìm kiếm sự thành công.

## Vấn nạn xã hội
Hình ảnh về các hot girl không chỉ bao gồm các cô gái trong sáng, đáng yêu mà bao gồm các cô gái tai tiếng, ăn mặc hở hang, show hàng, chụp ảnh khỏa thân,....thông qua mạng internet và các tờ báo, họ khai thác triệt để sự chú ý của xã hội. Cộng đồng mạng mau chóng cộng hưởng và gián tiếp lan truyền hình ảnh các hot girl tai tiếng. Vì vậy, hình ảnh hot girl ngày càng được đánh giá là gây ảnh hưởng xấu cho xã hội, làm sai lệch nhận thức và hành vi giới trẻ một cách tiêu cực. Nghiêm trọng nhất là các cô gái vị thành niên vì trào lưu "hot girl" tuy còn ít tuổi, chỉ khoảng 15, 16, thậm chí nhỏ hơn đã chụp ảnh trong khi diện quần áo hở hang.
Mặt khác, các hot girl không phải lúc nào cũng được cộng hưởng từ cư dân mạng mà còn phải chịu nhiều chỉ trích, là tâm điểm bàn luận, đánh giá nếu vấp phải lỗi lầm hay đơn giản chỉ là đối tượng để chế giễu.
Chính các hãng truyền thông phải chịu trách nhiệm trong việc cổ xúy và góp phần làm lan rộng xu hướng và trào lưu hot girl, cái đẹp, tính thẩm mỹ và đạo đức bị xếp dưới lợi ích kinh tế. Chính sự vô trách nhiệm của họ đã góp phần làm lệch lạc quan niệm sống của giới trẻ.